# 흰가오리과
흰가오리과(Urolophidae)는 매가오리목에 속하는 연골어류과의 하나이다. 이전에 이 과에 포함시켰던 우로바티스속(Urobatis)과 우로트리곤속(Urotrygon)은 이제 우로트리곤과라는 별도의 과로 분류한다. 인도-태평양 지역에서 발견되며, 오스트레일리아에 가장 많이 분포한다. 움직임이 느린 저생 어류로 해안가의 수심이 얕은 곳부터 대륙사면 상부의 심해 바닥에서 서식하는 것으로 알려져 있다. 몸길이는 15-80cm 정도이며, 가슴지느러미 판은 타원형부터 마름모꼴 형태를 띤다.
몸에는 점액이 많으며 비늘이 없다. 주둥이는 짧고 눈이 작으며, 눈지름은 분수공(噴水孔:가오리류가 숨을 쉬기 위해 물을 들이마시는 구멍)의 길이와 거의 같다. 체반의 길이는 나비보다 짧으며 꼬리 부분과 같은 길이이다. 꼬리는 두툼하고 강하나 짧다. 등지느러미는 없고 꼬리에 톱니처럼 생긴 독가시가 하나 있다. 입 안에는 3개의 돌기가 있는데, 가운데 돌기는 끝이 두 갈래로 갈라져 있다. 노랑가오리와 다른 점은 꼬리의 등 쪽에 한 개의 독가시가 있고, 꼬리가 짧고 두툼하며, 몸길이가 짧다는 점 등이다. 난태생(卵胎生)으로서, 번식기는 봄철이고 한 배에 여러 마리의 새끼를 낳는다. 한국 서남해, 일본 남부해, 동중국해 및 타이완 북부 해역에 분포한다. 한국 남부지방에서는 '흰가부리'로 부르기도 한다.

### 독성[3]
채찍같이 긴 꼬리를 가지고 있고, 꼬리지느러미 가시에 방어를 위한 독이 있다. 독샘에서는 무심코 가오리에 접한 누군가에게 심각한 부상을 줄 수 있는 독을 만든다. 그물에 잡힌 흰가오리류를 만지다 사고가 자주 발생하는데, 흰가오리로부터 입는 상처는 죽음에까지 이르게 할 수 있다. 

### 포식[3]
많은 흰가오리는 눈에 띄지 않도록 모래 속으로 잠입하며, 조개와 게, 작은 물고기, 퇴적물에 사는 작은 동물을 먹는다. 흰가오리는 심지어 갑각류까지 위해를 가하는 것으로도 알려져 있다.흰가오리는 가슴지느러미를 이용해 먹이를 바닥에서 캐내고, 이빨은 먹이를 부술 수 있도록 분쇄판처럼 변형되어 있다.

## 하위 속
- Trygonoptera
- Urolophus